# Europese volleyballeague mannen 2014
De Europese Volleyballeague mannen 2014 was de elfde editie van de Europese Volleyballeague, die bestond uit 10 Europese volleybalteams uit de volgende landen: Polen, Griekenland, Montenegro, Roemenië, Azerbeidzjan, Turkije, Slovenië, Oostenrijk,Denemarken en Macedonië. Een voorronde werd gespeeld vanaf 6 juni 2014 tot en met 6 juli. In tegenstelling tot voorgaande jaren had geen enkel deelnemend land zich kandidaat gesteld voor de organisatie van de Final Four. Hierdoor speelden de vier halvefinalisten een thuis- en uitduel en in de finale ook.

## Deelnemende landen
- Polen
- Griekenland
- Montenegro
- Roemenië

- Azerbeidzjan
- Turkije
- Slovenië
- Oostenrijk

- Denemarken
- Macedonië

## Groepsfase
- De top 2 van elke groep plaatsen zich voor de halve finale.

Puntenverdeling
- bij winst met 3-0 of 3-1 :3 punten voor de winnaar ; 0 punten voor de verliezer
- bij winst met 3-2 : 2 punten voor de winnaar ; 1 punt voor de verliezer

### Groep A
|      |              |     | Wedstrijden | Wedstrijden | Sets | Sets | Sets |
| Rank | Team         | Pts | W           | L           | W    | L    |      |
| ---- | ------------ | --- | ----------- | ----------- | ---- | ---- | ---- |
| 1    | Montenegro   | 17  | 6           | 2           | 20   | 10   |      |
| 2    | Griekenland  | 15  | 5           | 3           | 18   | 14   |      |
| 3    | Roemenië     | 13  | 5           | 3           | 17   | 16   |      |
| 4    | Polen        | 13  | 4           | 4           | 18   | 16   |      |
| 5    | Azerbeidzjan | 2   | 0           | 8           | 7    | 24   |      |

### Groep B
|      |            |     | Wedstrijden | Wedstrijden | Sets | Sets | Sets |
| Rank | Team       | Pts | W           | L           | W    | L    |      |
| ---- | ---------- | --- | ----------- | ----------- | ---- | ---- | ---- |
| 1    | Slovenië   | 21  | 7           | 1           | 22   | 4    |      |
| 2    | Macedonië  | 20  | 7           | 1           | 22   | 9    |      |
| 3    | Oostenrijk | 9   | 3           | 5           | 0    | 0    |      |
| 4    | Turkije    | 9   | 3           | 5           | 10   | 16   |      |
| 5    | Denemarken | 1   | 0           | 8           | 3    | 24   |      |

## Eindronde

### Halve finale
| Team 1      | Tot.           | Team 2     | 1e wedstr. | 2e wedstr. |
| ----------- | -------------- | ---------- | ---------- | ---------- |
| Macedonië   | 3-3 (GS:10-15) | Montenegro | 3-1        | 1-3        |
| Griekenland | 4-2            | Slovenië   | 2-3        | 3-1        |

- Indien beide landen een wedstrijd winnen, volgt er een 'Golden Set' om de winnaar van het duel te bepalen.

### Finale
| Team 1      | Tot. | Team 2     | 1e wedstr. | 2e wedstr. |
| ----------- | ---- | ---------- | ---------- | ---------- |
| Griekenland | 1-5  | Montenegro | 2-3        | 1-3        |

- Indien beide landen een wedstrijd winnen, volgt er een 'Golden Set' om de winnaar van het duel te bepalen.